# Génération Cutter
Pour les articles homonymes, voir Cutter.
Pour plus de détails, voir Fiche technique et Distribution.
Génération Cutter est un court métrage français réalisé par Mabrouk El Mechri, sorti en 2000.

## Synopsis
Une nuit, deux braqueurs, un jeune et un vieux, se disputent la même victime. Conflit d'intérêt ou de génération ?

## Fiche technique
- Titre : Génération Cutter
- Réalisation : Mabrouk El Mechri
- Scénario : Mabrouk El Mechri
- Image : Pierre-Yves Bastard
- Musique : Françoise Faure, Ostino
- Pays d'origine :  France
- Genre : court métrage de comédie et comédie dramatique
- Langue : français
- Durée : 7 minutes
- Date de sortie : France : 2000

## Distribution
- Zinedine Soualem
- Luc Florian
- Ouassini Embarek